# August von Mackensen
August von Mackensen (Haus Leipnitz (avui Trossin), Saxònia; 6 de desembre de 1849 - Burghorn (avui Habighorst), Baixa Saxònia; 8 de novembre de 1945) va ser un militar, amb el grau de mariscal prussià. Va exercir papers de comandament durant la Primera Guerra Mundial, convertint-se en un dels més importants caps militars d'Alemanya durant aquest període.

## Biografia
Nascut com Anton Ludwig Friedrich August Mackensen, fill de Louis i Marie Louise Mackensen.
Abans d'entrar a l'Exèrcit va estudiar Agronomia a la Universitat de Trobi, encara que sense arribar a finalitzar els estudis.

### Trajectòria militar
El 1869 es va allistar per complir el servei militar com a voluntari en el 2n Regiment d'Hússars, a Leszno. Durant la guerra francoprussiana (1870-1871) va ser ascendit a sotstinent, sent a més proposat per a la concessió de la Creu de Ferro de segona classe.
Després de la victòria prussiana i després d'un nou període universitari, també a Trobi, Mackensen va entrar definitivament a l'Exèrcit el 1873, sent destinat al seu antic regiment.
El 1891 va ser destinat a l'Estat Major de l'Exèrcit, a la capital, Berlín, on va rebre les influències del nou cap del mateix, Alfred von Schlieffen. Quan Schlieffen va passar a situació de reserva el 1906, el nom de Mackensen va sonar com el del seu possible successor, però es va preferir nomenar per al càrrec a von Moltke. El 1898 va ser nomenat ajudant de camp del kàiser Guillem II d'Alemanya, i el 1901 va quedar al comandament de la Brigada d'Hússars de la Guàrdia.
En esclatar la Primera Guerra Mundial a l'agost de 1914 després de l'Atemptat de Sarajevo, Mackensen es trobava al comandament del XVII Cos d'Exèrcit (des de 1908), adscrit al 8è Exèrcit manat per Maximilian von Prittwitz i posteriorment per Paul von Hindenburg, i va prendre part a les batalles de Gumbinnen i Tannenberg. En el mateix any de 1914 pren el comandament de l'acabat de constituir 9è Exèrcit, rebent a més l'ordre Pour le Mérite per les actuacions del seu Exèrcit a la zona de Lodz i Varsòvia. Entre abril i octubre de 1915 Mackensen es troba a la Galítsia austríaca al comandament de l'11è Exèrcit, contribuint a la presa de Przemysl i Lemberg.
A l'octubre de 1915 Mackensen va ser posat al capdavant d'una campanya conjunta dels exèrcits de les Potències Centrals contra Sèrbia (l'anomenada Campanya de Sèrbia de 1915), aconseguint finalment doblegar la resistència tenaç de l'exèrcit serbi. Després d'haver avançat sobre Belgrad, va erigir un monument als soldats serbis caiguts heròicament en defensa de la ciutat, pronunciant aquestes paraules: «Hem combatut contra un exèrcit del qual només n'havíem escoltat contes de fades».
Durant 1916 va participar en una campanya contra el Regne de Romania, a les ordres d'Erich von Falkenhayn (l'anomenada Campanya de Romania de 1916). Mackensen estava al comandament d'un exèrcit de tipus multinacional, format per soldats búlgars, otomans i alemanys, amb els quals va dur a terme una brillant campanya.
Després de la reeixida campanya a Romania va ser condecorat amb la Schwarzer Adler (Àguila Negra), la més alta condecoració atorgada pel rei de Prússia, i ascendit a mariscal de camp.
Des de 1917 i fins al final de la guerra va estar a càrrec del Govern militar alemany a Romania. La seva última campanya en combat va ser l'intent de destruir al reorganitzat exèrcit romanès (després de rebutjar l'Ofensiva Kerensky), però l'intent va fracassar (batalla de Marasesti), amb fortes pèrdues per a tots dos bàndols. Al final de la guerra va ser fet presoner a Hongria per les tropes franceses del general Louis Franchet d'Esperey, sent internat com a presoner de guerra fins a la seva posada en llibertat al desembre de 1919.
El 1920 Mackensen va deixar l'exèrcit. Tot i ser contrari a l'establiment del nou règim republicà (la República de Weimar), va voler evitar el llançament públic d'una campanya de disensiones. No obstant això, va canviar d'idea el 1924 i va utilitzar la seva pròpia imatge pública com a heroi de la Primera Guerra Mundial per donar suport als grups monàrquics d'ideologia profundament conservadora. Es va convertir llavors en un actiu participant en les organitzacions i associacions de tipus militarista i parafascista, com l'Stahlhelm, Bund der Frontsoldaten o la Societat Schlieffen.
Durant les eleccions generals alemanyes de 1932 va recolzar a von Hindenburg contra Hitler, però després de l'arribada d'aquest al poder, Mackensen es va convertir en un visible defensor (encara que simbòlicament) del nacionalsocialisme. No obstant això, va protestar contra els assassinats pels nazis dels generals Ferdinand von Bredow i Kurt von Schleicher durant la Nit dels ganivets llargs el 1934, així com contra les atrocitats comeses ja des de principis de la Segona Guerra Mundial durant la Invasió de Polònia el 1939, fins al punt que a principis dels anys quaranta Hitler i Goebbels van sospitar de la seva deslleialtat, encara que no van prendre cap decisió sobre aquest tema.
Mackensen es va mantenir fins al final com un convençut monàrquic, la qual cosa es va posar de manifest, per exemple, amb la seva assistència als funerals de l'últim Kaiser Guillem II el 1941, celebrats a l'exili a l'Holanda ja ocupada per les tropes alemanyes.
Va morir el 8 de novembre de 1945, just acabada la Segona Guerra Mundial, a l'edat de 95 anys, després d'haver viscut en la "Vella Prússia", l'Imperi alemany, la República de Weimar, l'Alemanya Nazi i l'ocupació militar aliada de la postguerra.